# Justinus Martyr
 Denne artikel omhandler den kristne apologet. For andre betydninger af Justin(us), se Justinus.
 For alternative betydninger, se Justin. (Se også artikler, som begynder med Justin)
Justinus Martyr (ca. 100 e.Kr. i Flavia Neapolis (nu Nablus) i Samaria, Palæstina - ca. 165 i Rom).
Han kendes også som Justin Martyr, Justinus Martyren, Justinus Flavia Neapolis, Iustinus Martyr, Justinos, Justinus Filosoffen og var kirkefader, forfatter, martyr og helgen. Hans festdag er den 1. juni (tidligere 14. april).
Han var en af de betydeligste apologeter (trosforsvarere) i det 2. århundrede
Justinus konverterede til kristendommen, da han var ca. 30 år inspireret af Bibelen og de kristne martyrer. Hans forældre var ikke-kristne grækere, som var kommet til Palæstina som kolonister. Justinius fik en omfattende uddannelse i retorik, poesi og historie. Hans største interesse inden for filosofien var sandhedsbegrebet. På forskellige skoler i Efesos og i Alexandria satte han sig ind i de filosofiske systemer: det stoiske, det peripatetiske og det platonske, men fandt ingen fuldstændig tilfredsstillelse i nogen af dem.
Han bidrog også til at formulere kirkens teologi om begrebet Logos. Han forfattede flere apologetiske skrifter som forsvarede kristendommen mod blandt andet jødedommen.
I sine sidste år boede han i Rom, hvor han skrev sine mest kendte og bevarede skrifter.
Apologien var skrevet omkring år 150. Dialog med jøden Tryphon er dateret til ca. 160. Det er en gengivelse af en samtale, som kan have fundet sted. Justin diskuterer med Tryphon om Jesus er Messias, og om den jødiske lov fortsat er forpligtende.
Justinius led martyrdøden i Rom sammen med seks af sine mest trofaste elever.
Leif Grane skriver om tilblivelsen af kristelig teologi:
"Med apologeterne [...] bliver kristendommen for første gang præsenteret for offentligheden i redegørelsens form. Hidtil havde man kun gennem missionsprædiken vendt sig til den hedenske verden [...] Apologeterne måtte, med den opgave de havde stillet sig, betjene sig af hellenistisk tænkning. Kun således kunne de gøre det forståeligt, hvori kristendommen adskilte sig fra filosofien. Med dem indledes derfor den indpasning af kristendommen i den græsk-romerske kultur, som efter en lang og sej politisk og ideologisk kamp gjorde kirken til kulturens vogter og dermed ansvarlig for bevarelsen og videreførelsen af den antikke verdens videnskabelige, filosofiske og litterære indsats. (Grane, s. 47)
Justinus er så vidt vides ikke relateret til den senere Justin (historiker).

## Skrifter i udvalg
- Første forsvarsskrift for den kristne religion
- Andet forsvarsskrift for den kristne religion
- Dialog med jøden Tryphon

## Ekstern henvisning
- Wikimedia Commons har flere filer relateret til Justinus Martyr
- Litteratur vedrørende Justin på Patristik.dk

1. ↑  Navnet er anført på engelsk og stammer fra Wikidata hvor navnet endnu ikke findes på dansk.